# Albert-André Claveille
Joseph, dit Albert-André Claveille est un ingénieur et homme politique français, né le 1er janvier 1865 à Mouleydier (Dordogne) et mort dans cette commune le 6 septembre 1921.

## Biographie
Joseph Claveille, dit Albert Claveille, est le fils de Jean Claveille, domestique, et Jeanne Germain, son épouse.
Il a commencé sa carrière dans le service des ponts et chaussées en 1881 comme agent temporaire. En 1882, il devance l'appel et fait son service militaire à Bergerac. Il est nommé sous-lieutenant de réserve du 50e régiment d'infanterie de ligne. Il est admissible au grade de conducteur le 27 novembre 1883, puis employé secondaire de 1re classe, faisant fonction de conducteur le 1er décembre 1886. Il est ensuite commis de 3e classe en 1888. Il a supervisé la construction des lignes Bergerac-Mussidan et Mussidan-Ribérac. Il est nommé conducteur de 4e classe en 1890, et au Service maritime de la Gironde. Il en profite pour passer une licence ès-sciences à l'université de Bordeaux. conducteur de 3e classe en 1893, conducteur de 2e classe le 1er juillet 1898.
La loi du 30 novembre 1850 donne le droit d'inclure dans le Corps des ponts et chaussées les conducteurs qui ne sont pas sortis de l'École polytechnique jusqu'au sixième des promotions totales. Il suit les cours de l'École nationale des ponts et chaussées comme élève externe de 1896 à 1899 et en sort premier. Il est nommé à Périgueux conducteur faisant fonction d'ingénieur ordinaire des ponts et chaussées le 16 juin 1899. Il est nommé ingénieur ordinaire de 3e classe le 1er août 1900, et ingénieur ordinaire de 2e classe en 1903. Entre 1899 et 1903, il a été chargé de la navigation sur l'Isle, des tramways du département de la Dordogne et de la ligne ferroviaire Parcoul-Ribérac.
En 1904, il est nommé adjoint au directeur du personnel au ministère des Travaux publics, à Paris.
De 1905 à 1909, il est ingénieur en chef et travaille sur l'aménagement des forces hydroélectriques de la Dordogne et fut le grand promoteur de l'usine hydroélectrique de Tuilières.
En février 1911, à la suite de la catastrophe ferroviaire de Courville en Eure-et-Loir, il est nommé directeur des Chemins de fer de l'État qui viennent de reprendre la Compagnie des chemins de fer de l'Ouest. En deux ans, il réussit à réorganiser le réseau.
En 1914, il est nommé inspecteur général des ponts et chaussées. Au début de la Première Guerre mondiale, Albert Thomas, sous-secrétaire d'État à l'artillerie et à l'équipement militaire, le prend comme secrétaire général et lui confie la direction de la fabrication de l'artillerie. Le 1er septembre 1915, Albert Claveille est nommé président de la Commission des contrats, directeur général des fabrications de l'artillerie. Le gouvernement veut transférer les usines d'armement loin du front. Il propose Bergerac où a été établie la poudrerie à partir du 4 décembre 1915,.
Il fut membre du Gouvernement de 1916 à 1920 et sénateur en 1920 et 1921 :
- sous-secrétaire d'État aux transports du 14 décembre 1916 au 12 septembre 1917 dans les gouvernements Briand (6) et Ribot (5) ;
- ministre des Travaux publics et des Transports du 12 septembre 1917 au 20 janvier 1920 dans les gouvernements Painlevé (1) et Clemenceau (2)[4] ;
- sénateur de la Dordogne de 1920 à 1921.

Il devient ensuite conseiller général de Domme puis maire de Mouleydier. Il venait d'être nommé président de la Commission centrale pour la navigation du Rhin quand il meurt subitement d'une crise cardiaque dans sa villa, à Mouleydier, le 6 septembre 1921.

## Distinctions
- Officier de la Légion d'honneur, promu le 13 juillet 1909[5]
  -  Chevalier de la Légion d'honneur, le 12 janvier 1905
- Chevalier de l'ordre du Mérite agricole, le 25 janvier 1906.
- Army Distinguished Service Medal, en 1919[6],[7].

## Hommages
À Périgueux, le « Lycée des métiers de l'ingénierie industrielle et de l'automobile » porte le nom de lycée Albert-Claveille.
À Bergerac, la municipalité lui a élevé un monument sur la place de la République (sculpteur : A. Terroir).

## Publication
« L'usine hydro-électrique de Tuilière sur la Dordogne et la distribution de l'énergie électrique dans la région du sud-ouest », dans Annales des ponts et chaussées. 1ère partie. Mémoires et documents relatifs à l'art des constructions, mai-juin 1910, 80e année, tome 45, p. 50-204 (lire en ligne), planches 13 à 28

## Sources
- « Albert-André Claveille », dans le Dictionnaire des parlementaires français (1889-1940), sous la direction de Jean Jolly, PUF, 1960 [détail de l’édition]